# Felix Felixowitsch Sumarokow-Elston

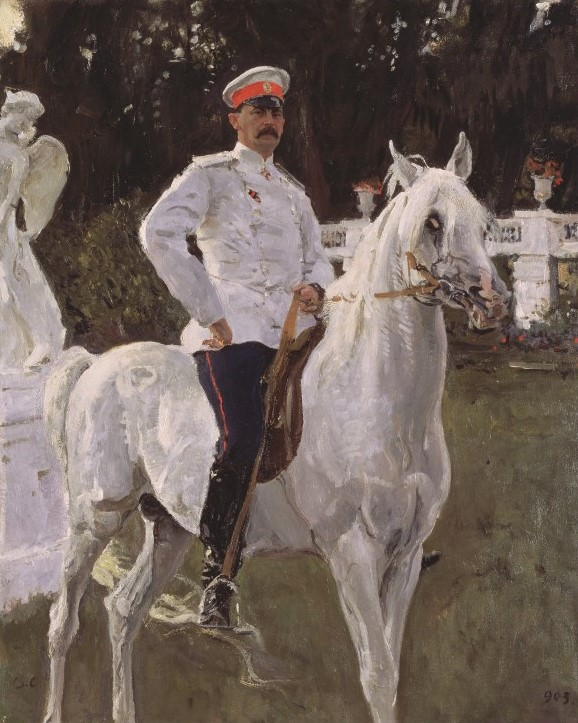
Felix Sumarokow-Elston um 1903, gezeichnet von Walentin Alexandrowitsch Serow

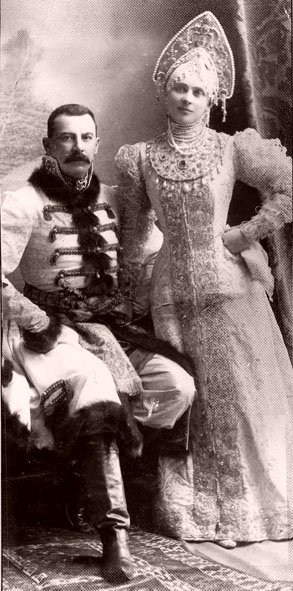
Felix Sumarokow-Elston und seine Frau, um 1903

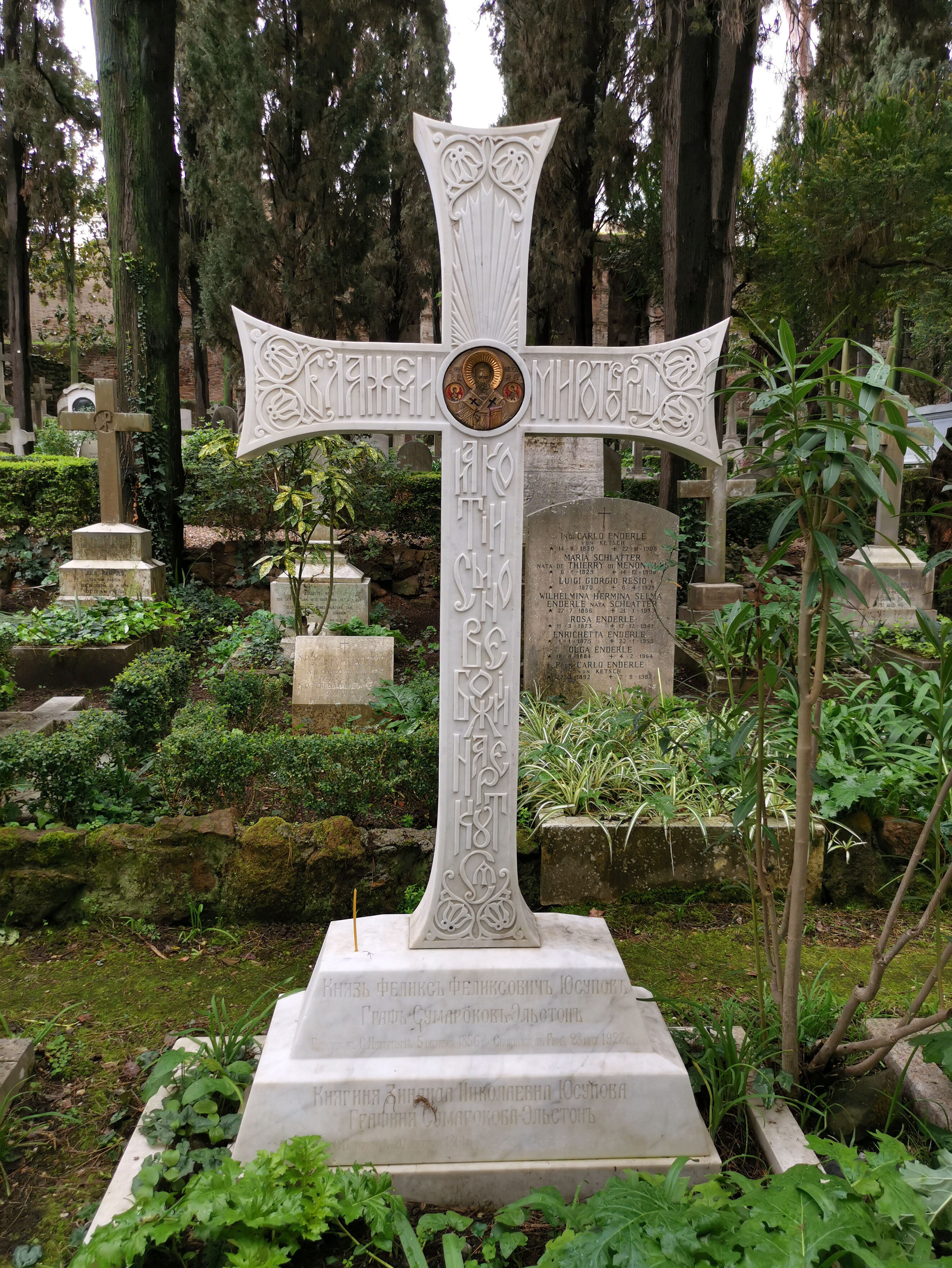
Grab auf dem Nichtkatholischen (Protestantischen) Friedhof Rom

Graf Felix Felixowitsch Sumarokow-Elston (russisch Феликс Феликсович Сумароков-Эльстон; * 5. Oktoberjul. / 17. Oktober 1856greg. in Sankt Petersburg; † 10. Juni 1928 in Rom) war ein russischer Adeliger und Generalleutnant. Er gehörte dank seiner Frau zu den reichsten Adeligen des Russischen Kaiserreichs.

## Leben
Seine Eltern waren Felix Nikolajewitsch Sumarokow-Elston und Jelena Sergejewna Sumarokowa. Die Herkunft seines Vaters, der von Jelisaweta Michailowna Chitrowo, Gemahlin von Ferdinand von Tiesenhausen, aufgezogen wurde, ist nicht geklärt. Gerüchte besagen Felix Elston wäre der uneheliche Sohn des preußischen Königs Friedrich Wilhelm IV. und seiner russischstämmigen Hofdame Katharina von Tiesenhausen, andere vermuteten als Eltern den österreichischen Diplomaten Baron Carl Anselm von Hügel und die ungarische Gräfin Jozefa Andrássy de Csíkszentkirály et Krasznahorka.
Felix Felixowitsch Sumarokow-Elston wurde am 24. November 1876 als Ordonnanz zum Kommandeur des 10. Armeekorps, Fürst Woronzow entsandt und nahm am Feldzug 1877–1878 teil. Er heiratete am 4. April 1882 in Sankt Petersburg Prinzessin Sinaida Nikolajewna Jussupowa (7. Prinzessin der Jussupows) (* 2. September 1861; † 24. November 1939), deren Familie sehr vermögend war. Nach dem Tod des Fürsten Nikolai Borisowitsch Jussupow (1827–1891) beantragte er beim Zaren Alexander III. das Recht, sich fortan Fürst Jussupow zu nennen. Im Juli 1891 erhielt Felix die Genehmigung den Titel Prinz Jussupow sowie Graf Sumarokow-Elston zu führen und den Erben aus der Ehe mit Sinaida diese Titel zu vererben.
Am 5. Juli 1898 erhielt den Rang des Obersten, 1904 wurde er Adjutant des Großfürsten Sergei Alexandrowitsch Romanow. Vom 14. April 1904 bis 22. Juli 1905 war er Kommandeur des Garde-Kavallerie-Regiments „Kaiserin Maria Fjodorowna“
Am  22. Juli 1905 wurde er mit Rang vom 26. November 1906 zum Generalmajor befördert. Vom 28. Oktober 1908 bis 13. Dezember 1911 war er Kommandeur der 2. Brigade der 2. Garde-Kavalleriedivision. Vom 5. Mai bis 19. Juni 1915 war er Oberbefehlshaber des Moskauer Militärbezirks, vom 5. Mai bis 3. September Oberbefehlshaber der Stadt Moskau. Am 6. Mai 1915 erhielt den Rang eines Generalleutnants mit der gleichzeitigen Ernennung zum Generaladjutanten Seiner Kaiserlichen Majestät.

## Familie
Aus der Ehe gingen zwei Söhne hervor, welche das Erwachsenenalter erreichten:
- Prinz Nikolaus Felixowitsch Jussupow (1883–1908) (wurde 1908 im Duell getötet)
- Prinz Felix Felixowitsch Jussupow (1887–1967)